# 久住町 (薩摩川内市)
久住町（くじゅうちょう）は、鹿児島県薩摩川内市の町。旧薩摩国薩摩郡樋脇郷久住村、薩摩国薩摩郡平佐郷久住村、薩摩郡平佐村大字久住、薩摩郡川内町大字久住、薩摩郡川内町久住町、川内市久住町。郵便番号は895-0004。人口は55人、世帯数は27世帯（2020年10月1日現在）。

## 地理
薩摩川内市の中央部、川内川の下流域に位置している。川内川は字域の北端を蛇行して流れており、字域の北方には東郷町南瀬、南方から西方にかけては中村町、東方には樋脇町倉野が接している。
字域の中央部を鹿児島県道394号山崎川内線が東西に通っている。また、中央部には中世入来院氏の居城であった久住城跡があり、城の麓を中心に集落が散在している。また、久住城の南面には磨崖仏がある。城跡の東部にある台地は基盤整備が行われ広大な畑地が造成されている。字域内には岩川、山之口、麦木場の3つの溜池が所在している。
川内川には当町から東郷町南瀬を結ぶ久住橋が架かっている。この久住橋は2006年（平成18年）に川内川流域で発生した平成18年7月豪雨によって橋桁ごと流失したが、国の補助を受け2010年（平成22年）8月8日に復旧した。

### 町名の由来
「久住」という地名は当地が楠元から倉浦に通じる山越にあたる地であり、「越す」が「くし」に転訛したことに由来しているとされている。また、久住は久重とも書かれる。

### 小字
小字は、江ノ口、古川、田切山、池田、麦木場、中鶴、里井場ヶ迫、河消、河鶴、宇之勢、落シ、迫畠、岩河、山ノ口がある。

## 歴史

### 久住の成立と中世
久住という地名は南北朝期より見え、薩摩国薩摩郡のうちであった。建徳2年の渋谷重門から渋谷重頼への譲状には「一所 久中村」と見えるが、応永13年の渋谷重頼から渋谷菊五郎丸への譲状からは「一所　久住村」と見える。

### 近世の久住村
江戸時代には薩摩国薩摩郡樋脇郷（外城）のうちであったが、延宝9年までは清色郷と呼称していた。
万治2年以降には樋脇郷は薩摩藩の直轄領となるが、久住村及び中村（現在の中村町）、楠元村（現在の楠元町）の3ヶ村は平佐郷を領していた北郷氏の持切名であった為、明治2年に樋脇郷から平佐郷に編入された。村高は「天保郷帳」では206石余、「旧高旧領取調帳」では150石余であった。

### 町村制施行以後
1889年（明治22年）に町村制が施行されたのに伴い、平佐郷の区域より平佐村が成立し、それまでの久住村は平佐村の大字「久住」となった。1929年（昭和4年）には平佐村が隈之城村、東水引村が合併し川内町が成立し、川内町の大字となった。
1940年（昭和15年）2月10日に鹿児島県公報に掲載され、同日に施行された「 薩摩郡川内町、町名改稱竝區域變更」（鹿児島県告示）により「薩摩郡川内町大字久住ヲ廢止シ其ノ區域ヲ久住町（クジユウチヨウ）ト改稱ス」が鹿児島県知事によって許可され、薩摩郡川内町大字久住の区域を以て川内町の町「久住町」が設置された。翌日の2月11日には薩摩郡川内町が単独で市制施行し川内市となった。
2004年（平成16年）10月12日に川内市、東郷町、入来町、祁答院町、樋脇町、下甑村、上甑村、鹿島村、里村が新設合併し薩摩川内市が設置された。この市町村合併に伴い設置された法定合併協議会において川内市の町・字については「現行通りとする。」と協定されたため、名称の変更は行われずに薩摩川内市の町となった。

## 人口
以下の表は国勢調査による小地域集計が開始された1995年以降の人口の推移である。
| 年                 | 人口 |
| ------------------ | ---- |
| 1995年（平成7年）  | 111  |
| 2000年（平成12年） | 102  |
| 2005年（平成17年） | 89   |
| 2010年（平成22年） | 85   |
| 2015年（平成27年） | 69   |
| 2020年（令和2年）  | 55   |

## 施設

### 寺社
- 日枝神社

## 小・中学校の学区
市立小・中学校に通う場合、学区（校区）は以下の通りとなる。
| 町丁   | 番地 | 小学校                   | 中学校                     |
| ------ | ---- | ------------------------ | -------------------------- |
| 久住町 | 全域 | 薩摩川内市立平佐東小学校 | 薩摩川内市立川内中央中学校 |

## 交通

### 道路
一般県道
- 鹿児島県道394号山崎川内線